# Supercoppa francese 2024 (pallavolo maschile)
La Supercoppa francese 2024, 13ª edizione della Supercoppa nazionale di pallavolo maschile, si è svolta il 21 settembre 2024: al torneo hanno partecipato due squadre di club francesi e la vittoria finale è andata per la prima volta al Montpellier.

## Formula
La formula ha previsto una gara unica.

## Squadre partecipanti
| Squadra       | Qualificazione                     |
| ------------- | ---------------------------------- |
| Montpellier   | Finalista Coppa di Francia 2023-24 |
| Saint-Nazaire | Vincitrice Ligue A 2023-24         |

## Torneo
| 21 settembre 2024 Salle sportive métropolitaine, Rezé Durata: 2h:13 - Spettatori: 2 004 | Saint-Nazaire | 2 - 3 | Montpellier | 17-25, 36-34, 25-18, 17-25, 13-15 |